# Xã Harrison, Quận Wells, Indiana
Xã Harrison (tiếng Anh: Harrison Township) là một xã thuộc quận Wells, tiểu bang Indiana, Hoa Kỳ. Năm 2010, dân số của xã này là 8.531 người.